# Wäinö Wickström
Wäinö Waldemar Wickström (19 januari 1890, Mikkeli – 13 februari 1951, Helsinki) was een Finse schaatser.
Wäinö Wickström debuteerde reeds op 16-jarige leeftijd op het WK Allround van 1906 in Helsinki. Pas op zijn laatste internationale toernooi in 1914 won hij een medaille. Op het WK Allround van 1914 in Oslo bemachtigde Wickström de derde plaats in het eindklassement.

## Resultaten
| Jaar | EK Allround | WK Allround |
| ---- | ----------- | ----------- |
| 1906 | -           | NF4         |
| 1907 | -           | -           |
| 1908 | -           | -           |
| 1909 | -           | 8e          |
| 1910 | 4e          | 5e          |
| 1911 | -           | -           |
| 1912 | -           | -           |
| 1913 | -           | 4e          |
| 1914 | -           | Brons       |

### Medaillespiegel
| Kampioenschap | Goud | Zilver | Brons |
| ------------- | ---- | ------ | ----- |
| EK Allround   | 0    | 0      | 0     |
| WK Allround   | 0    | 0      | 1     |